# Ahwa
Ahwa (en guyaratí: આહવા ) es una ciudad de la India capital del distrito de Dangs, en el estado de Guyarat.

## Geografía
Se encuentra a una altitud de 470 m s. n. m. a 401 km de la capital estatal, Gandhinagar, en la zona horaria UTC +5:30.

## Demografía
Según estimación 2010 contaba con una población de 16 236 habitantes.